# Mike Keane
Michael John „Mike“ Keane (* 29. Mai 1967 in Winnipeg, Manitoba) ist ein ehemaliger kanadischer Eishockeyspieler, der im Verlauf seiner aktiven Karriere zwischen 1984 und 2002 unter anderem 1381 Spiele für die Canadiens de Montréal, Colorado Avalanche, New York Rangers, Dallas Stars, St. Louis Blues und Vancouver Canucks in der National Hockey League auf der Position des rechten Flügelstürmers bestritten hat. Keane ist einer von nur elf Spielern in der NHL-Geschichte, der den Stanley Cup mit drei verschiedenen Teams – im Jahr 1993 mit den Canadiens de Montréal, 1996 mit der Colorado Avalanche und 1999 mit den Dallas Stars – gewinnen konnte. Die letzten fünf Jahre seiner Spielerkarriere verbrachte er bei den Manitoba Moose in der American Hockey League, die im Februar 2011 die Trikotnummer 12 ihres ehemaligen Mannschaftskapitäns sperrten.

## Karriere
Keane spielte während seiner Juniorenzeit gemeinsam mit Mark MacKay, Theoren Fleury und Kelly Buchberger bei den Moose Jaw Warriors in der Western Hockey League. Nachdem er beim NHL Entry Draft nicht ausgewählt worden war, unterschrieb er als Free Agent bei den Canadiens de Montréal. Bei der Junioren-Weltmeisterschaft 1987 spielte er für Kanada. Danach kam er noch zu einigen Einsätzen in der American Hockey League bei den Canadiens de Sherbrooke, bei denen er die gesamte Saison 1987/88 verbrachte.
In der Saison 1988/89 schaffte er durch seine robuste und uneigennützige Spielweise in der NHL den Durchbruch. Seine erfolgreichste Saison bei den Canadiens hatte er 1992/93. Mit 45 Vorlagen und 60 Punkten stellte er persönliche Bestleistungen auf. Am Ende dieser Saison gewann er mit den Canadiens den Stanley Cup. Die streikbedingt kurze Saison 1994/95 war die einzige, in der er mit seinem Team nicht die Playoffs erreichte. Kurz nach Beginn der folgenden Saison trennten sich die Canadiens von ihrem langjährigen Torhüter Patrick Roy, bei diesem Tauschgeschäft wechselte auch Keane zur Colorado Avalanche, die im Gegenzug Jocelyn Thibault, Martin Ručínský und Andrei Kowalenko nach Montréal schickten. Gleich in seiner ersten Saison 1995/96 konnte er erneut den Stanley Cup gewinnen.
Im Sommer 1997 unterschrieb er als Free Agent bei den New York Rangers, doch noch vor Ende der Saison wurde er gemeinsam mit Brian Skrudland an die Dallas Stars abgegeben, die dafür Todd Harvey und Bob Errey zu den Rangers schickten. In der Saison 1998/99 konnte er mit dem dritten unterschiedlichen Team seinen dritten Stanley Cup gewinnen. Seine nächste Station waren die St. Louis Blues, bei denen er im Juli 2001 als Free Agent unterschrieb, doch wie in New York war auch diese Station nur von kurzer Dauer. Für Shjon Podein holten ihn im Februar 2002 die Colorado Avalanche zurück.
Nachdem die Avalanche seinen Vertrag nicht verlängerte, unterzeichnete er bei den Vancouver Canucks kurz nach Beginn der Saison 2003/04 einen Kontrakt. Die war seine letzte Spielzeit in der NHL. Nachdem die NHL eine Spielzeit streikte, wechselte er in die AHL zu den Manitoba Moose, für die er von 2005 bis 2010 spielte. Während der Saison 2006/07 nahm Keane als Mannschaftskapitän am AHL All-Star Classic teil. Zum Saisonende wurde der Rechtsaußen mit dem Fred T. Hunt Memorial Award ausgezeichnet. Auch bei den Manitoba Moose hatte Keane das Amt des Mannschaftskapitäns inne und war dort als Stammspieler stets gesetzt. Nachdem er seine Spielerkarriere beendet hatte, sperrte das Franchise seine Rückennummer 12 im Februar 2011.

## Erfolge und Auszeichnungen
| - 1993 Stanley-Cup-Gewinn mit den Canadiens de Montréal - 1996 Stanley-Cup-Gewinn mit der Colorado Avalanche - 1999 Stanley-Cup-Gewinn mit den Dallas Stars | - 2007 Teilnahme am AHL All-Star Classic - 2007 Fred T. Hunt Memorial Award - 2011 Sperrung der Trikotnummer 12 durch die Manitoba Moose |

## Karrierestatistik

### International
Vertrat Kanada bei:
- Junioren-Weltmeisterschaft 1987

(Legende zur Spielerstatistik: Sp oder GP = absolvierte Spiele; T oder G = erzielte Tore; V oder A = erzielte Assists; Pkt oder Pts = erzielte Scorerpunkte; SM oder PIM = erhaltene Strafminuten; +/− = Plus/Minus-Bilanz; PP = erzielte Überzahltore; SH = erzielte Unterzahltore; GW = erzielte Siegtore; 1 Play-downs/Relegation; Kursiv: Statistik nicht vollständig)